# Arrêt van Gend en Loos
L'arrêt NV Algemene Transport- en Expeditie Onderneming van Gend & Loos contre Administration fiscale néerlandaise (ou Arrêt van Gend en Loos, affaire 26/62) de la Cour de justice des Communautés européennes du  5 février 1963 est un arrêt majeur du droit européen.
Il jette l'une des bases du droit communautaire en consacrant l'effet direct du droit européen en droit interne. L'arrêt fonde les rapports entre ordre juridique communautaire et ordre juridique national. Cet arrêt, le premier d'importance dans la jurisprudence européenne, est antérieur à la fusion des exécutifs de 1965. En substance, la Cour indique que par leur adhésion à la CEE, les États membres ont accepté la limitation de leur souveraineté, et que leurs citoyens ont désormais la possibilité de s'appuyer sur les traités pour faire valoir leurs droits devant les juridictions nationales.

## Faits
L'entreprise néerlandaise de transports van Gend en Loos (intégrée depuis 1999 à DHL) s'occupait de transports transfrontaliers entre, notamment, les Pays-Bas et la RFA. En 1962, un chargement d'urée allemande est soumis à la frontière néerlandaise à une taxe d'importation nouvelle de 8 %. Se basant sur l'article 12 du tout récent Traité de Rome qui précisait que « Les États membres s'abstiennent d'introduire entre eux de nouveaux droits de douane à l'importation et à l'exportation ou taxes d'effet équivalent », l'entreprise conteste le paiement de cette taxe devant la Tariefcommissie néerlandaise. Par le biais d'une question préjudicielle, cette dernière se tourne vers la CJCE pour savoir si les citoyens (et les entreprises) peuvent être directement affectés par le droit communautaire sur leurs territoires nationaux.

## Décision de la CJCE
Cette décision, particulièrement audacieuse, constituera par la suite l'un des fondements du droit européen avec, entre autres, l'arrêt Costa contre ENEL. La question soumise à la Cour avait des précédents : en 1962, un tribunal italien avait établi que le TCE exerçait des effets directs (Societa Biscotti Panettoni Colussi di Milano v. Ministero del Commercio con l'Estero, CMLR 1963, 133). Et, en 1960, dans deux décisions séparées (Italie c/ Haute Autorité, arrêt 20/59) et Pays-Bas c/ Haute Autorité, 25/59) concernant le Traité CECA, la Cour avait également relevé que celui-ci constituait « l 'ultima ratio permettant de faire prévaloir les intérêts communautaires consacrés par le traité contre l'inertie et contre la résistance des États membres ».
La Cour observe que « la Communauté constitue un nouvel ordre juridique de droit international, au profit duquel les États ont limité, bien que dans des domaines restreints, leurs droits souverains et dont les sujets sont non seulement les États membres mais également leurs ressortissants » (gras ajouté). 
Le traité CE est pour la Cour « plus qu'un accord qui ne créerait que des obligations mutuelles entre États contractants ». Pour peu qu'une obligation soit « claire et inconditionnelle », les citoyens européens peuvent donc s'appuyer sur celle-ci au niveau national pour contester des décisions de leur propre gouvernement si besoin est. Ainsi, l'article 12 TCE devait être interprété comme ayant des effets directs et créant des droits individuels que les juridictions nationales se devaient désormais de protéger.
Cette idée est renforcée par l'utilisation que fait la CJCE du terme « nouvel ordre juridique international ». En effet, pour la première fois, les sujets d'un accord intervenu entre nations souveraines ne sont plus seulement les États membres, comme c'est encore le cas dans le droit international courant (ONU, Protocole de Kyoto, par ex.), mais également les citoyens.

## Sources